# Acquedotto Nicolay
L'acquedotto Nicolay è stata una storica azienda che dalla metà dell'Ottocento agli anni novanta del Novecento ha gestito parte delle fonti di approvvigionamento idrico della città di Genova.

## Storia
Durante i lavori di scavo della galleria ferroviaria dei Giovi, nel 1853, il cavalier Paolo Antonio Nicolay si accorse di abbondanti infiltrazioni del torrente Scrivia e pensò che fosse opportuno raccogliere queste acque, utilizzando la galleria in costruzione, e così farle giungere a Genova. Lo scopo era quello di fornire l'acqua potabile la città di Genova, per il cui fabbisogno idrico non era più sufficiente l'acquedotto storico.
La Compagnia del Nuovo Acquedotto si costituì nel 1853. Il capitale era di sei milioni di lire sarde, sottoscritto in misura rilevante da investitori francesi, ma anche da ambienti finanziari ed armatoriali genovesi.
Questo fu solo l'atto formale, perché l'inizio della costruzione delle opere idriche avvenne un anno dopo, quando il primo governo Cavour formalizzò la concessione al cavaliere Paolo Antonio Nicolay di derivare le acque dello Scrivia e soprattutto di far passare la condotta attraverso la galleria dei Giovi. Il progetto dell'impianto fu affidato all'ingegnere milanese Giulio Sarti.
Nel 1854 l'acqua arrivò a Genova. 
Erano gli anni del tumultuoso sviluppo industriale che avvenne nei grandi stati unitari (Regno Unito e Francia) e in misura seppur minore, anche nel Regno di Sardegna del quale Genova faceva parte dopo il Congresso di Vienna del 1815.
I primi decenni di attività dell'acquedotto furono caratterizzati da molteplici difficoltà: finanziarie, per la mole degli investimenti necessari per posare le condotte che dalla Val Polcevera dovevano arrivare nel centro di Genova; tecniche, perché occorreva acquistare dall'estero le grandi condotte in ghisa che nessuno produceva localmente; economiche, poiché le opere realizzate in tempi considerevolmente lunghi tardavano a dare il ritorno economico che gli azionisti si erano ripromessi. Infatti, fino al 1863 la società, ribattezzata Compagnia dell'Acquedotto Nicolay, non distribuì dividendi e poi lo fece in modo irregolare.
Dopo il completamento dell'acquedotto principale, alla fine dell'Ottocento, l'impresa non costruì nuove opere idriche per decenni, ma si limitò a migliorare l'unico impianto esistente.
Nel 1893 era scoppiata l'ultima grande epidemia di colera a Genova e ne fu data la colpa al fatto che l'acquedotto scorresse libero nella galleria dei Giovi. Così fu costruita una nuova galleria attraverso i Giovi, separata da quella ferroviaria.
Nel 1918, a causa anche del diffondersi di gravi malattie infettive (la terribile influenza spagnola) iniziò la costruzione di un impianto di filtrazione e trattamento delle acque provenienti dallo Scrivia. 
L'impianto fu costruito a Montanesi nel comune di Mignanego e fu realizzato secondo i più moderni criteri di potabilizzazione allora in auge. Tra questi ricordiamo un progetto, mai divenuto realtà, di un impianto di disinfezione a raggi ultravioletti.
Negli anni del secondo dopoguerra la società fu impegnata non solo nell'opera di ricostruzione degli impianti danneggiati dai bombardamenti, ma anche nell'ammodernamento di tutte le linee principali.
Nel 1956 il controllo della società fu acquisito dal rivale Acquedotto De Ferrari Galliera.
Negli anni 1970-1980 furono realizzate nuove grandi opere: la diga sul torrente Busalletta (lago della Busalletta) che ha un invaso di 4.500.000 m3 e un nuovo impianto di filtrazione a Mignanego in sostituzione del precedente. In questo periodo il Nicolay aveva il 15% del mercato dell'acqua potabile genovese, rispetto al 45% del De Ferrari Galliera e al 40% dell'AMGA.
L'Acquedotto Nicolay S.p.A., proprio perché la sua principale fonte di derivazione era il torrente Scrivia, andava soggetto, durante i periodi estivi nei quali la siccità si presentava particolarmente prolungata, a dover ridurre la propria erogazione; così non era infrequente il caso di parziali razionamenti nella distribuzione.
Alternando l'uso delle due fonti (torrente e diga) a seconda della situazione idrica, si raggiunse un equilibrio di risorse che permise di fronteggiare anche i periodi di maggior difficoltà, come nel 1990, quando a Genova solo gli utenti del Acquedotto Nicolay non sono stati soggetti al razionamento idrico.
Nel 2006 la società è stata interessata da una fusione nella Mediterranea delle acque, la società che incorpora anche la Genova Acque (ex AMGA) e l'Acquedotto De Ferrari Galliera e che fa parte del gruppo Iren, per la gestione dell'acqua potabile a Genova.